# アレハンドロ・アラベナ

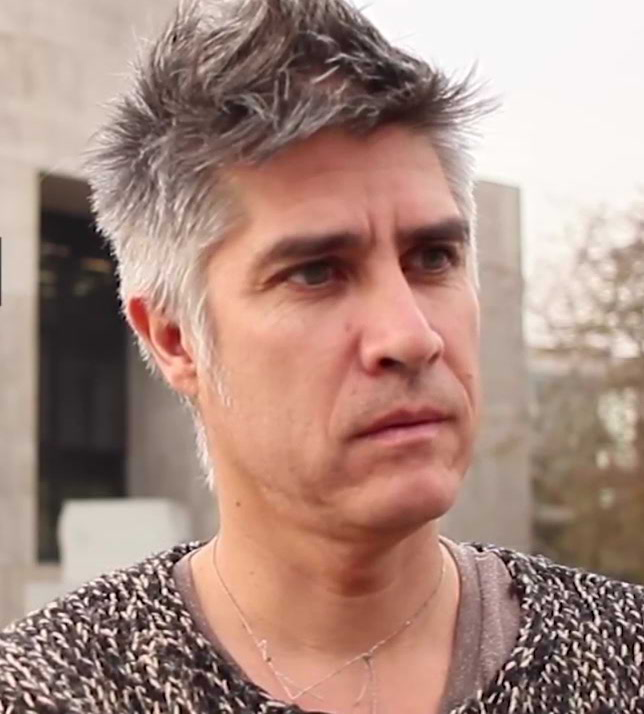
Alejandro Aravena in 2015

アレハンドロ・ガストン・アラベナ・モリ（Alejandro Gastón Aravena Mori, 1967年6月22日 - ）は、チリ出身の建築家。2016年のプリツカー賞受賞者。2016年のヴェネツィア・ビエンナーレの建築部門におけるキュレーターでもある。

## 教育及びキャリア
サンティアゴ生まれ。1992年にチリ・カトリック大学を卒業し、1994年にアレハンドロ・アラベナ・アーキテクツを設立。2000年から2005年までの間、ハーヴァード大学のグラデュエイト・スクール・オブ・デザインで客員教授を務めた。現在、チリ・カトリック大学の Elemental-Copec Professor を務める。著作としては、Los Hechos de la Arquitectura (ARQ, 1999), El Lugar de la Arquitectura (ARQ, 2002) などの著書、 Elemental: Incremental Housing and Participatory Design Manual (Hatje-Cantz, 201)といったモノグラフがある。2009年から2015年までプリツカー賞の審査員団の一員を務め、現在は王立英国建築家協会の国際フェローである。
また、アラベナは、社会的な関心を持つ営利企業 ELEMENTAL S. A. の執行役員に2006年に就任した。2015年7月には、ヴェネツィア・ビエンナーレの建築部門ディレクターに指名され、2016年にヴェネツィアで開催される第15回国際建築展のキュレーション責任者となった。

## 作品

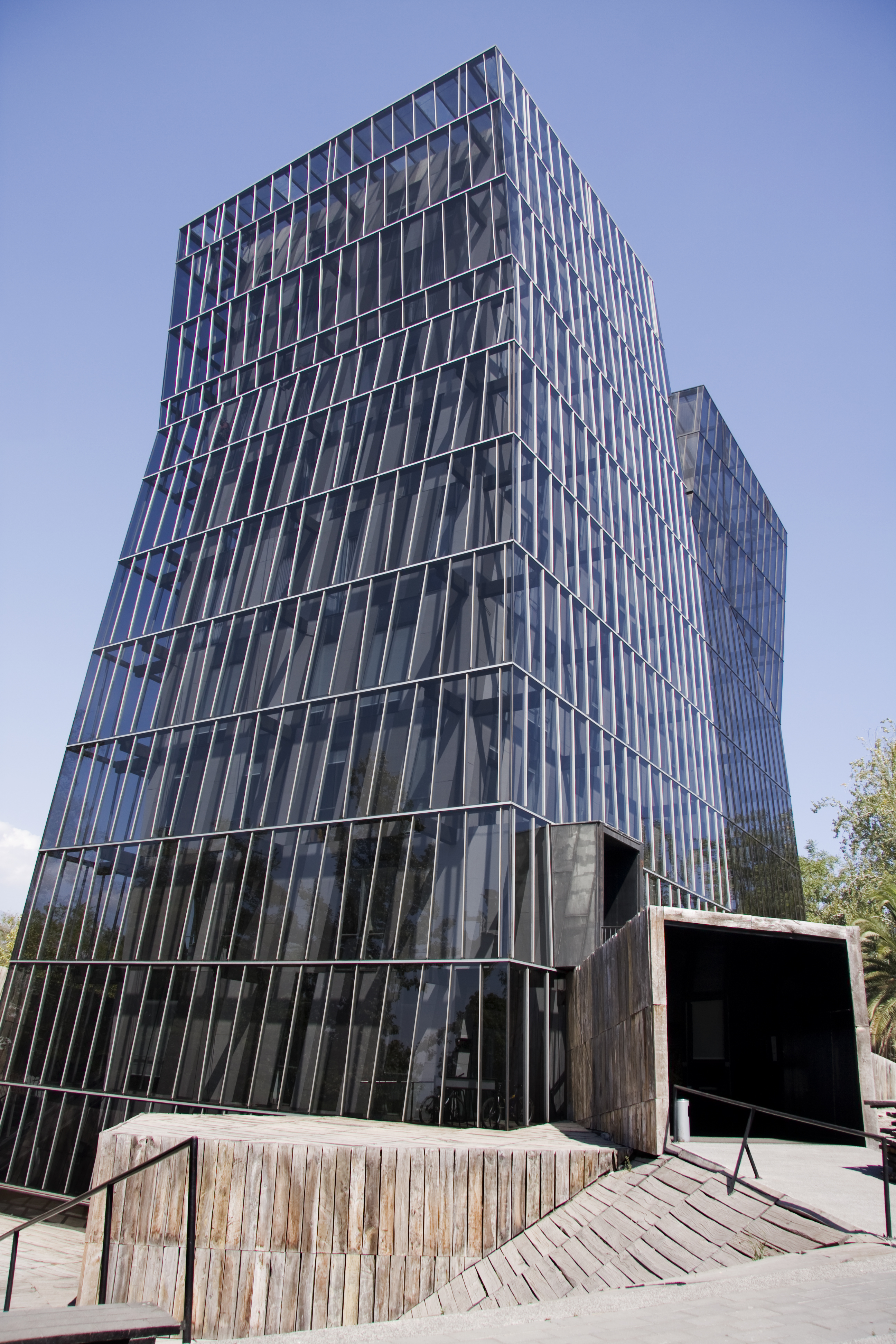
"Siamese Towers"

アラベナは、建築を学ぶ学生が通うカトリック大学の学部棟である「シャムの塔 "Siamese Towers" 」の設計を手掛けた。また、「コレヒオ・ウェルクェン・モンテッソーリ」、「彫刻家の家」、「ピリウェイコ湖に面する家」、テキサス州オースティンの聖エドワード大学にある「 Hunt, Le Mans and Johnson residential halls 」、ヴァイル・アム・ラインのスイス企業「ヴィトラのアート・ワークショップ」、サンティアゴの都市公園などの設計も手掛けるほか、企業 ELEMENTAL が主導するプロジェクトも率いる。